# Robotstøvsuger
En Robotstøvsuger er en støvsuger som har fået et avanceret navigationsapparat der gør at den selv kan navigere rundt i hjemmet og gøre rent. Den kan køre på de fleste typer af gulvbelægning, og indstiller børsterne automatisk efter det. De første kommercielt fremstillede robotstøvsugere kom på markedet i 2001.
Robotstøvsugere er nemme at bruge, fordi de klarer støvsugningen selv . En robotstøvsuger erstatter ikke den traditionelle støvsugning fuldkomment, da robotstøvsugeren ikke kan flytte møbler eller støvsuge andre overflader end gulvet . Den vil dog mindske behovet for den traditionelle støvsugning markant.
Især personer med nedsat mobilitet - fx de ældre og handicappede - kan have meget gavn af en robotstøvsuger . Ligeledes er robotstøvsugere særlige brugbare i hjem med husdyr som taber hår, da robotstøvsugeren kan klare den daglige støvsugning og dermed holde niveauet af hår og skæl ned i hjemmet. Dette er specielt brugbart for folk med allergi, da husdyrenes hår bliver fjernet på daglig basis .
En robotstøvsuger er således en hjælpende hånd til mange, og flere økonomisk trængte kommuner indfører dem for at dække nedskæringer i hjemmehjælpen  .